# جوزيف شختمان
جوزيف بوريس (بير) شيتكمان (روسي: Иосиф Шехтман؛ 1891-1970) كان كاتبًا وناشطًا سياسيًا تحريفيًا. ويعتبر مؤلف للعديد من كتب التاريخ والسيرة ويعمل على الصهيونية.

## النشأة والتعليم
ولد جوزيف في أوديسا في الإمبراطورية الروسية (اليوم في أوكرانيا). أثناء مشاركته في حركة الشباب الصهيوني، التقى زئيف جابوتنسكي.
درس في جامعة نوفوروسيسك. وأقام هناك اتصالات مع أعضاء الحركة الوطنية الأوكرانية. في عام 1910 نشر مقالاً في مجلة "Jewishврейский мир" (العالم اليهودي) في سانت بطرسبرغ، يدعو إلى الحوار الأوكراني اليهودي. في عام 1917، عاد إلى أوديسا ونشر كتيبات «вреи украинцы» (اليهود والأوكرانيون) و«Национальные движения в свободной России» (الحركات الوطنية في روسيا).

## النشاط السياسي
في مايو 1917، انتخب جوزيف مندوبًا للمؤتمر السابع للصهيونيين الذي عقد في بتروغراد والكونغرس اليهودي الروسي بالكامل الذي عُقد في موسكو خلال الفترة من يونيو إلى يوليو عام 1918. وفي عام 1918، تم اختياره عضوا في المجلس الوطني اليهودي في أوكرانيا. في 1918-1919 عمل في الوكالة التنفيذية، الأمانة الوطنية اليهودية.
في عام 1920 هاجر جوزيف من روسيا البلشفية. دخل جامعة برلين، وشارك بنشاط في اتحاد الصهاينة الأوكرانيين الروس (في الهجرة). من سبتمبر 1922، شارك في تحرير «الروسية» (The Dawn) الأسبوعية مع جابوتنسكي.
كان أحد مؤسسي الاتحاد العالمي للصهاينة - المحررين (باريس، 1925). ما بين 1929-1931 كان رئيس تحرير يديش الأسبوعية «دير نويير فيج» (الطريق الجديد) في باريس. من 1931 إلى 1935 كان عضوًا في اللجنة التنفيذية للمنظمة الصهيونية (WZO)، عندما غادر هو وجابوتنسكي ZO للمشاركة في تأسيس المنظمة الصهيونية الجديدة.

## الهجرة إلى الولايات المتحدة
هاجر جوزيف إلى الولايات المتحدة في صيف عام 1941، وسرعان ما أصبح جزءا من «الدائرة الداخلية» للمنظمة الصهيونية الجديدة في أمريكا (NZOA). في 1941-1943 كان يعمل في YIVO. في 1943-1944 كان مدير مكتب دراسة الهجرة السكانية الذي شارك في تأسيسه في وقت سابق. في 1944-1945 عمل كمستشار في مسائل هجرة مكتب الخدمات الإستراتيجية (OSS). كان رئيس جمعية الصهاينة الأمريكيين. في عام 1946، تمت تصفية منظمة صهيونية جديدة ذاتياً لتعيد الانضمام إلى المنظمة الصهيونية العالمية. عمل كعضو في اللجنة التنفيذية للمنظمة حتى عام 1970. في 1963-1965 و 1966-1968 كان عضوا في اللجنة التنفيذية للوكالة اليهودية لإسرائيل.

## الكتابة
أصبح جوزيف شيتكمان شريكًا مقربًا  وسكرتيرًا  إلى زئيف جابوتنسكي، ثم كتب لاحقًا سيرة حياته المكونة من مجلدين. كتب العديد من الكتب والمقالات المكرسة للتاريخ اليهودي والعالمي، والهجرة البشرية، ونقل السكان وقضايا اللاجئين. وفي سنوات لاحقة، كتب سيرة حياة مفتي القدس الراحل الحاج أمين الحسيني.
أسس شيختمان في وقت مبكر سمعته كرائد وسلطة في تغيير حركات السكان في العالم ونقل السكان.
كان «أول من وضع مبادئ توجيهية أساسية لعمليات النقل الناجحة ويجادل بطريقة مقنعة بأنه ينبغي معاملة التحويلات كتدابير وقائية وليست عقابية».

### «أمر الإخلاء» الفلسطيني
تعرض عمله المتعلق بمشكلة اللاجئين الفلسطينيين  لانتقادات شديدة من إرسكين تشايلدرز  وستيفن جليزر لسوء قرائته، واختيار الكلمات بعناية، وأخذ أقوال خارج السياق لتتناسب مع روايته.

## المطبوعات
- (1944). «اليهود في الأراضي السوفيتية المحتلة الألمانية». نيويورك: اتحاد اليهود الروس.
- (1946).  European population transfer، 1939-1945 . New York، Oxford University Press. 1891-1970. OCLC = 229926
- (1946)  The Elimination of German Minorities in Southeastern Europe . N.p، 1946. Print.
- (1949)  Transfers Transfers in Asia. ' New York: Hallsby Press، Print. عدد OCLC: 502265
- (1952) «مشكلة اللاجئين العرب.» نيويورك، المكتبة الفلسفية.
- (1953) «الأقليات في العالم العربي».
- (1956) "The Vladimir Jabotinsky story." 'New York، T. Yoseloff. عدد OCLC: 2661192 2 مجلد
- (1961)  On Wings of Eagles: The Plight، Exodus، and Homecoming of Oriental Jewry . نيويورك: ت. يوسيلوف، 1961. OCLC Number: 1549405 (ردمك  0935437185)
- (1961). «المقاتل والنبي: قصة فلاديمير جابوتنسكي: السنوات الأخيرة». نيويورك: يوسيلوف.
- (1961). «نجم في الكسوف: إعادة النظر في يهود روسيا». نيويورك: ت. يوسيلوف.
- (1962)  تحويلات السكان بعد الحرب في أوروبا: 1945 - 1955.  فيلادلفيا، بنسلفانيا: جامعة. مطبعة بنسلفانيا، 1962. طباعة. رقم OCLC: 248807362
- (1963) «نقل السكان بعد الحرب في أوروبا 1945-1955» فيلادلفيا، مطبعة جامعة بنسلفانيا. OCLC Number: 16738401
- (1964)  اللاجئون في العالم؛ النزوح والتكامل. "نيويورك، بارنز. OCLC Number: 487032
- (1964) «صحيفة الحقائق حول اللاجئين العرب». نيويورك: قسم الإعلام، الوكالة اليهودية - American Section Inc.
- (1965)  المفتي والفوهرر؛ صعود وسقوط الحاج أمين الحسيني ". نيويورك، ت. يوسيلوف. OCLC Number: 721185
- (1966) «الصهيونية والصهيونية في روسيا السوفييتية: العظمة والدراما». [نيويورك] ، المنظمة الصهيونية الأمريكية. OCLC Number: 894684
- (1966)  الولايات المتحدة وحركة الدولة اليهودية: العقد الحاسم، 1939-1949 . نيويورك، هرتسل برس. OCLC Number: 905103
- (1968)  الأردن: دولة لم تكن أبدا.  نيويورك: حانة ثقافية. Co، 1968. Print.
- (1969) «الإرهاب العربي: مخطط للقتل السياسي». نيويورك: المنظمة الصهيونية الأمريكية، 1969. عدد OCLC: 296914
- (1969)  إسرائيل تنفجر دير ياسين عن الدم.  نيويورك، نيويورك: صهيونيون موحّدون في أمريكا، 1969. طباعة.
- (1970) مع يهودا بناري. «تاريخ الحركة التصحيحية». تل أبيب: هدار، 1970.
- (1971). «التحويلات السكانية الأوروبية»، 1939-1945. نيويورك: راسل ورسل.